# Maron (Meurthe-et-Moselle)
Maron é uma comuna francesa na região administrativa de Grande Leste, no departamento de Meurthe-et-Moselle. Estende-se por uma área de 19,1 km². Em 2010 a comuna tinha 837 habitantes (densidade: 43,8 hab./km²).